# السهله (إب)
السهله هي إحدى قرى الجمهورية اليمنية. وهي تتبع جغرافيًا لمحافظة إب. وإداريًا لمديرية فرع العدين. يبلغ تعداد سكانها 4210 نسمة حسب الإحصاء الذي جرى عام 2004.